# Живучість судна
Живу́чість су́дна (корабля́) (англ. ship survivability) — здатність морського (річкового) об'єкта у разі пошкодження зберігати свої експлуатаційні та мореплавні якості.
Основні види аварійних пошкоджень, зазвичай, є пов'язаними з надходженнями води в корпус, з пожежами та пошкодженнями технічних засобів судна. 
Живучість судна забезпечується конструктивними елементами, організаційно-технічними заходами, що здійснюються при експлуатації, і боротьбою за живучість судна, що проводиться екіпажем при аварії.

## Конструктивні заходи
Конструктивні заходи проводяться проектними та суднобудівними організаціями на стадії проектування і будівництва судна з метою забезпечення його живучості.
До цих заходів належать забезпечення необхідної загальної та місцевої міцності корпуса судна, розділення судна на водонепроникні відсіки, обладнання приміщень судна ефективними засобами боротьби за живучість (протипожежні системи, трюмові системи, баластні системи, аварійно-рятувальні засоби тощо).

## Організаційно-технічні заходи
Організаційно-технічні заходи проводяться екіпажем з метою запобігання надходження води, виникнення пожеж та аварій технічних засобів, а також підтримання у справному стані і стані готовності засобів, призначених для боротьби за живучість судна.
До цих заходів відноситься в першу чергу контроль за станом корпусу корабля та справністю засобів боротьби за живучість, а також підготовка особового складу корабля до боротьби за живучість (БЗЖ).
Організація забезпечення пожежовибухобезпеки судна повинна передбачати:
- підтримка рівня технічної готовності обладнання, механізмів і працездатності систем, які забезпечують пожежовибухобезпеку судна при його експлуатації, проведенні ремонтів і стоянці;
- наявність на борту членів екіпажу (вахти), необхідних для забезпечення належного спостереження за станом судна, а при необхідності — боротьби за його живучість судна при виникненні аварійних ситуацій.

До основних попереджувальних заходів, які забезпечують запас плавучості судна, належать:
- періодичний контроль стану корпусу, в тому числі водонепроникних дверей, люків, горловин та належних до них автоматичних або ручних приводів керування та індикаторів, що проводиться постійною судновою комісією та спеціальними комісіями у строки, встановлені нормативними документами;
- систематичний контроль вагового навантаження на палуби, трюми (вантажні танки) за марками осадки і положенню ватерлінії;
- дотримання порядку відкриття (закриття) дверей, люків і горловин, що ведуть у водонепроникні відсіки (приміщення), палуби, трюми, вантажні танки або цистерни;
- дотримання вимог безпеки при виконанні робіт, пов'язаних з забортними отворами і арматурою;
- підтримання у справному стані та постійній готовності до дії стаціонарних і переносних водовідливних засобів, а також кренової, диферентної і баластової систем.

Для уникнення пошкоджень технічних засобів всі механізми, пристрої, системи та технічні засоби судна повинні використовуватися на режимах, відповідно до правил їх експлуатації та інструкцій заводу-виробника.
Комплект запасних частин і приладдя, призначений для усунення несправностей і заміни поламаних деталей і механізмів судна, має бути повністю укомплектований і розміщений у спеціально встановлених для цього місцях.

## Дії особового складу по боротьбі за живучість пошкодженого судна
Заходи цієї групи включають в себе безпосередньо боротьбу особового складу судна за непотоплюваність при отриманні судном аварійних пошкоджень (закладення пробоїн, видалення води, усунення крену та диференту судна тощо).
Для боротьби з пожежами на судні формуються аварійні групи з числа палубної і машинних команд, що підготовлені до використання систем пожежогасіння, розбирання завалів і проведення розвідки пожежі.
При аварійних пошкодженнях технічних засобів негайному відновленню підлягають освітлення і засоби внутрішньосуднового зв'язку, управління і сигналізації. У першу чергу повинні бути відновлені механізми, пристрої та системи, від яких залежить живучість судна. При пошкодженнях механізмів, систем і пристроїв, що перебувають у роботі, члени екіпажу, що їх обслуговують, повинні, не чекаючи наказу, зупинити їх роботу (відключити), змінити режим роботи або включити резервні (дублювальні) засоби для забезпечення руху і керованості судна з негайною доповіддю вахтовому помічнику капітана. Самостійне відключення технічних засобів, що забезпечують рух і керованість судна, є недопустиме, навіть якщо їм загрожує повний вихід з ладу. Зупинка головних двигунів і відключення зазначених технічних засобів допускається тільки з дозволу вахтового помічника капітана.